# Kanton Aubagne-Est
Kanton Aubagne-Est (fr. Canton d'Aubagne-Est) je francouzský kanton v departementu Bouches-du-Rhône v regionu Provence-Alpes-Côte d'Azur. Skládá se ze šesti obcí.

## Obce kantonu
- Aubagne (východní část)
- Carnoux-en-Provence
- Cassis
- Cuges-les-Pins
- Gémenos
- Roquefort-la-Bédoule